# Akta er för gnistor!
Akta er för gnistor! är en amerikansk film från 1933 i regi av Victor Fleming. Filmen var en satir på filmstjärnan Clara Bows karriär. Den är gjord innan produktionskoden trädde i kraft.

## Handling
Den glamorösa filmstjärnan Lola Burns har problem både med sitt arbete och sitt omskrivna privatliv. Bland annat blir hon besatt av tanken på att bli mor, vilket hennes pressagent Space Hanlon tänker sätta stopp för.

## Rollista
- Jean Harlow - Lola Burns
- Lee Tracy - Space Hanlon
- Frank Morgan - Pops Burns
- Franchot Tone - Gifford Middleton
- Pat O'Brien - Jim Brogan
- Una Merkel - Mac
- Ted Healy - Junior Burns
- Ivan Lebedeff - Marquis Hugo
- Isabel Jewell - vännen
- Louise Beavers - Loretta
- Leonard Carey - Winters
- Mary Forbes - Mrs. Middleton
- C. Aubrey Smith - Mr. Middleton